# Erszényesbéka-félék
Az erszényesbéka-félék vagy tasakosbéka-félék (Amphignathodontidae) a kétéltűek (Amphibia) osztályába és a békák (Anura) rendjébe tartozó  család.
Jellegzetességük, hogy petéiket egy a hátukon kialakuló költőtasakban keltik ki. A folyamat egyes részleteiben az emlősök terhességére és a madarak költésére is emlékeztet, nagyrészt azonban az állatvilágban teljesen egyedülálló biológiai változások jellemzik. Ugyanakkor az is különlegességük a békák csoportjában, hogy teljes életciklusukat leélhetik anélkül, hogy a fák lombszintjéből a vízbe ereszkednének.

## Előfordulásuk
Az ide tartozó fajok Közép-Amerikában és Dél-Amerikában honosak. A Gastrotheca riobamba nevű faj 3000 méter tengerszint feletti magasságon is előfordul.

## Rendszerezés
A családba az alábbi két nemet sorolják:
- Flectonotus Miranda-Ribeiro, 1920
- Gastrotheca Fitzinger, 1843

A család nemeit jelenleg más családokba sorolt nemekkel együtt korábban a levelibéka-félék (Hylidae) családjába, azon belül is a Hemiphractinae alcsaládba sorolták. Egyes rendszertanok elismerik ezen nemek összetartozását, de az alcsaládot családszintre emelik Hemiphractidae néven. Más, újabb rendszertanok ezt a családot három önálló családra bontják: Amphignathodontidae (Flectonotus és Gastrotheca nemek), Hemiphractidae (Hemiphractus nem), valamint Cryptobatrachidae (Cryptobatrachus and Stefania nemek). Az, hogy melyik rendszerezés a leginkább helytálló, jelenleg is vita tárgya.

## Szaporodás

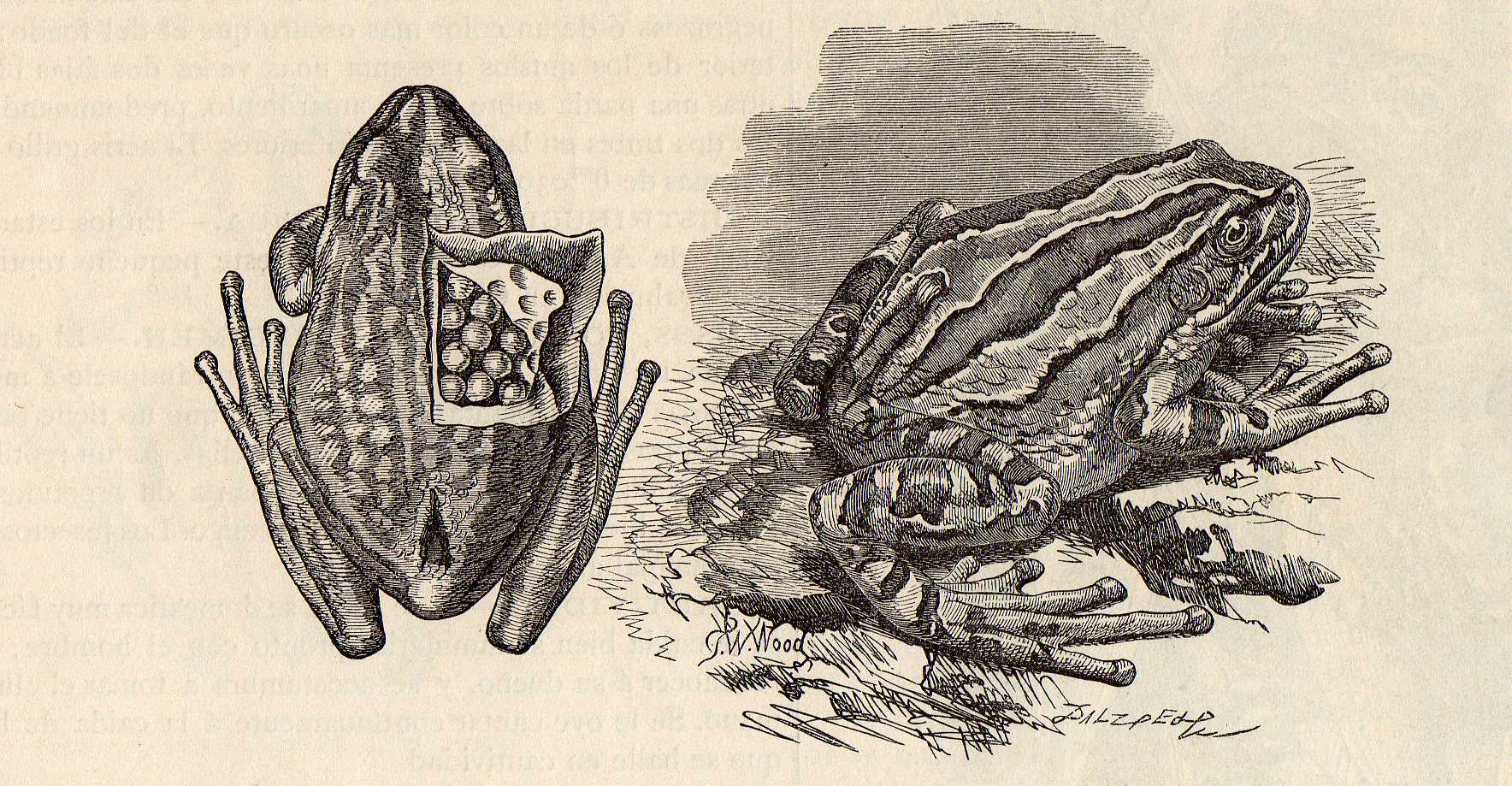
A Gastrotheca marsupiata „vemhessége”

Az erszényesbékák a békák többségétől eltérően a szárazföldön párzanak. A hím az aktus során a kloákából kibújó petéket egyenként, a hátsó lába segítségével ragasztja fel a nőstény hátára, vagy nyomja a tasak szájába. A petéket eközben a korábban a nőstény hátára helyezett ondó termékenyíti meg. Petéik nem vízben, hanem a nőstény hátán, legtöbb fajuknál költőzsákban fejlődnek ki. A petékből jól fejlett ebihalak vagy kifejlett békák kelnek ki. Az embrionális fejlődés lassabb, mint a többi békáé, elérheti a 120 napot (például Gastrotheca riobambae), szemben más békák akár 1-2 napos idejével (például Xenopus leavis).
A hosszú fejlődési idő és a környezettől elzárt fejlődési hely miatt speciális jellegek alakultak ki, amik életben tartják az ebihalakat a költőtasakban. Az embriók anyagcseretermékeinek ki kell jutni úgy, hogy közben zárva van a tasak. Ezt a költőtáska belső felületén csak a költési időben kialakuló speciális hámréteg biztosítja, amely erekkel sűrűn behálózott, és minden petét egyenként külön burokba zár. Ezekben az egyedi petekamrákban fejlődnek ki a peték, amiket a peteburkon belül szintén speciális, más békáknál ismeretlen szövetréteg vesz körül, a burokkopoltyú. A peteburok minden békacsalád között a legvékonyabb, néha alig éri el a néhány mikrométeres nagyságrendet, miközben a többi békáé akár néhány milliméteres is lehet. A nőstény erszényes béka és embriója közötti vérhálózati kapcsolat csak az emlősök méhlepényéhez hasonlítható szervi kapcsolat. Az embrió anyagcseretermékei az anya vérében távoznak. Ugyanakkor az anya véréből tápanyagok nem kerülnek az embrióba, azok változatlan száraz tömeggel kelnek ki a petéből, miközben teljes tömegük megháromszorozódik (az adat a Gastrotheca riobambae fajra vonatkozik).

## Evolúció
Az eddigi genetikai és fehérjebiológiai összehasonlítások alapján az erszényes békák 40-80 millió évvel ezelőtt alakultak ki. A költőtasak a különböző nemzetségekben eltérő jellegzetességekkel bír, ennek alapján fejlődési sorozatba állíthatók. Eredendően a hát bőrének hosszanti redőiből alakult ki. A Flectonotus nem egyes fajainál az embriókat épp csak takarják a redők, más fajoknál esetében a redők a hát közepén összeérnek és zsebeket alkotnak. Gastrotheca-fajok egy részének esetében a redők össze is nőttek, egyetlen nyílás van a kloáka közelében, egyes Gastrotheca-fajoknál pedig a két oldalkamra egy üreggé olvadt össze.